# 668

سنة 668 كانت سنة كبيسة تبدأ يوم السبت (سوف يظهر الرابط التقويم الكامل للعام) حسب التقويم اليولياني، تم استخدام الفئة 668 لهذا العام منذ أوائل العصور الوسطى، عندما أصبح عصر التقويم بعد الميلاد هو الأسلوب السائد في أوروبا لتسمية السنوات.

## أحداث
- قوات الخلافة الإسلامية تفتح جرمة في الصحراء الكبرى
- نهاية دولة غوغوريو

## مواليد
- الوليد بن عبد الملك الخليفة الأموي. (توفي 715 م)

## وفيات
- يعلى بن أمية التميمي من مشاهير الصحابة.
- قنسطنس الثاني